# Herança múltipla
Herança múltipla, em orientação a objetos, é o conceito de herança de duas ou mais classes. Ela é implementada nas linguagens de programação C++ e em Python, por exemplo. A linguagem Java possui apenas herança simples (uma classe possui no máximo uma classe pai), mas permite que uma classe implemente várias interfaces.
O uso indiscriminado desta característica pode levar a uma codificação confusa que dificultaria a manutenção do código. 
Porém, uma interface pode sim ter mais de uma interface pai. Ex: 
interface X {
}
interface Y {
}
interface Z extends X, Y {
}